# Iglesia de San Juan Bautista (Santovenia de Pisuerga)
La iglesia de San Juan Bautista es un templo católico ubicado en la localidad de Santovenia de Pisuerga, provincia de Valladolid, Castilla y León, España.

## Descripción
Es una iglesia del siglo XVI siguiendo la típica "sobriedad" castellana. Se inicia su construcción en 1545 y se acaba en 1616. Su torre da un toque de color por estar construida con ladrillos.